# Trucy-l’Orgueilleux
Trucy-l’Orgueilleux – miejscowość i gmina we Francji, w regionie Burgundia-Franche-Comté, w departamencie Nièvre.
Według danych na rok 1990 gminę zamieszkiwało 259 osób, a gęstość zaludnienia wynosiła 19 osób/km² (wśród 2044 gmin Burgundii Trucy-l’Orgueilleux plasuje się na 654. miejscu pod względem liczby ludności, natomiast pod względem powierzchni na miejscu 711.).